# Euphoria (遊戲)
《euphoria》是CLOCKUP公司於2011年6月24日發表的18禁戀愛冒險遊戲，2014年4月25日發售HD版，2012年8月30日由AICHERRY發售DVDPG版、BDPG版，後來改編成OVA和小說發售。

## 遊戲系統
遊戲屬於文字冒險遊戲，共有五名可攻略女主角：蒔羽梨香、葵菜月、白夜凛音、真中合歡、帆刈叶。玩家剛開始遊戲時，可直接進行蒔羽梨香、葵菜月、白夜凛音、真中合歡的劇情線。合歡劇情線通關後，攻略角色選單將會出現帆刈叶的頭像，遊戲裡的核心真相將在帆刈叶劇情線（另稱Euphoria線）一併揭曉，此線路共有三個壞結局、鬼畜結局、遊戲普通結局、遊戲本傳的真結局。

## 故事
在模糊間醒來的主人公惠輔，發現自己躺在一間白色的房間，密室的門上有亮著的綠燈，主人公推門而入，在另一個的白色房間發現同樣被帶入這個奇妙空間的人，青梅竹馬的帆刈叶、班長安藤都子、學妹蒔羽梨香、英語老師葵菜月、同年級的白夜凛音、與同班同學真中合歡。沒有人知道為什麼自己會來到這。突然的系統廣播表示；「這是場遊戲，參加者共有七名，主人公是鑰匙一名，而女角們是鎖孔六名。遊戲要求參加者以遊戲指定的方法開鎖，鎖孔則是女角們的私密部位，現在參加者可以選擇退出或者是進行遊戲。」
這樣的條件讓一向古板的班長當場發火，表示要退出。在系統確認之後，燈光突然的暗了下來，當恢復光亮時，眾人發現班長被綁在拷問裝置上，然後在椅子上悽慘地被電死了，這樣的可怕結果讓人沒有選擇退出遊戲的餘地。在主人公觀察班長的遺體時，真中合歡發現了主人公惠輔不正常的性癖，在合歡公開其性癖的脅迫下，迫使主人公立下契約之吻。為保護青梅竹馬叶，以及逃出這個白色的空間，主人公與女角們被迫依系統指示，進行開鎖。

## 登場角色
高遠惠輔（聲優：新沢真（OVA）、黑井音瑚（幼年，OVA））
本作主人公，曾由已故的擅長摩托修理的叔父撫養，現就讀於六慶館學園的二年級，是個身材中等、成績中上並富有正義感的學生，與女生也相處得不錯，也有著許多男性的友人。對於體育不擅長，然而相當熱衷天文。是天文社的一员。
在“樂園”中與帆刈叶是青梅竹馬，曾經有朋友曾問及與帆刈叶有沒有朋友以上的關係，惠輔以否定回答了他的友人。與帆刈叶有著許多生活的回憶，被主角所珍惜著。
在“樂園”中行為鬼畜，但本性善良正直，鬼畜行為則是由於“樂園”的精神干涉而被放大了內心的慾望。
真中合歡（聲優：青空檸檬）
身高：168cm，三圍：B85（D）/ W58/ H84
六慶館學園的二年級學生，惠輔的同班同學，有著異國血統的美少女。有著很強的洞察力，以及反應力，察覺了主人公的特殊性癖，以各種言語玩弄主人公，總是擺著一副遊刃有餘的高傲態度。引誘著主人公釋放自己的性癖，對其他人也展現不留情面的一面，然而卻在沒人察覺時，獨自哼著小星星的調子，主人公受傷時，展露出溫柔的神情，立場難以捉摸。
遊戲後期劇情揭露為惠輔的真正青梅竹馬暨「睡美人核心」，之所以在遊戲裡刻意針對他人，實為保護惠輔才作出的自我偽裝，為此和叶處於敵對狀態。真結局裏得知實驗真相的惠輔與合歡約定，將來定返回樂園解救後者，最終修練歸來的惠輔歷經波折尋獲失去記憶的合歡，展開新生活。
帆刈（聲優：ヒマリ）
身高：153cm，三圍：B91（E）/ W60/ H86
六慶館學園的二年級學生，惠輔的同班同學兼青梅竹馬。是個關心別人，內心堅強的女孩，也是主人公在這場遊戲最想保護的人，有著許多與惠輔的美好回憶。對在自己的正義感與性癖間內心衝突不以的惠輔，與驚慌失措的眾人，展現出其善良的一面。與眾人被關在奇怪的房間，卻沒有展現出「被捲入特殊事件」的不尋常情感。
後期劇情揭露為真正策劃白色房間實驗的幕後黑手，因為被雙親漠視，加著忌妒合歡而策劃這場非人虛擬實驗，奪取合歡的青梅竹馬身分並偽裝她的現實個性，混淆惠輔的視聽。叶線真結局最後因為受惠輔感動幡然悔悟，背叛組織幫助惠輔救出合歡，被實驗相關人員殺害。
白夜凛音（聲優：杉原茉莉）
身高：160cm，三圍：B79（C）/ W56/ H78
六慶館學園的二年級學生，與主人公不同班，擔任該班級的風紀股長。有著美麗烏黑的長髮，非常重視紀律，無論是對自己或是別人都很嚴苛，對於該遵守的規則一定會遵守到底。由於這樣的性格，對有清楚表示其規則的系統，採取著順從的態度。個性冷淡強勢，是個精神力堅強的人，有時會出現突然的頭痛，成為回想到自己的記憶的契機。
真實身分為惠輔兒時被秘密宗教教主侵犯所生，透過特殊技術加速成長的女兒。真結局後期幫助惠輔逃出樂園。
蒔羽梨香（聲優：このは）
身高：149cm，三圍：B71（A）/ W57/ H79
六慶館學園的一年級學生，與主人公同屬於天文社的學妹。喜歡跟著惠輔，內心軟弱愛撒嬌，喜歡親近人，對於他人抱持著天然的信任。不擅長壓抑自己的情感，對於接受好處或受挫表現都相當直接，需要被他人照護。
真结局后期没有在故事中再出现过。
葵菜月（聲優：御苑生芽衣）
身高：171cm，三圍：B105（I）/ W65/ H90
六慶館學園的英語教師，任教於三年級。是個溫柔大方的美女，由於其平易大方的性格，和學校的學生關係親近。被捲入特殊事件時，仍關心著學生的感受及氛圍，對於照護好學生有著很強的責任心。擔心學生在這場事件中，養成奇怪的個性與留下心理陰影。
其真實身分為的近身保鑣，身为佣兵，有著強大的戰鬥力。真結局後期幫助惠輔逃出樂園，將所有攸關合歡的情報透露給惠輔，幫助後者展開佣兵技能訓練。最終在惠輔尋獲合歡後功成身退。
安藤都子（聲優：東かりん）
身高：158cm，三圍：B85（C）/ W62/ H83
六慶館學園的二年級學生，惠輔的同班同學兼班長，是個個性古板，認真負責的班長。由於不參加遊戲，被系統以電擊的方式致死。

## 製作人員
- 原畫：滨岛薰夫
- 劇本：浅生詠、和泉万夜

## 主題曲
- 開頭曲

演唱者：青葉林檎 作詞：Takt-W 作曲・編曲：上原一之龍

## 相關產品

### OVA
- 「euphoria 」

發售日期：2011年12月22日。出版者：魔人。
- 「euphoria 」

發售日期：2012年3月30日。出版者：魔人。
- 「euphoria 」

發售日期：2014年6月27日。出版者：魔人。
- 「euphoria 」

發售日期：2015年2月27日。出版者：魔人。
- 「euphoria 」

發售日期：2015年11月27日。出版者：魔人。
- 「euphoria 」

發售日期：2016年2月26日。出版者：魔人。

### 小說
- 「euphoria～another room～」：發售於2011年10月28日[8]，ISBN 978-4-89490-697-6。

## 外部連結
- CLOCKUP Official Website - Euphoria -（页面存档备份，存于）（日語）
- CLOCKUP OfficialWebSite（页面存档备份，存于）（日語）
- euphoria OVA（页面存档备份，存于）（日語）
- 《euphoria》在視覺小說數據庫的頁面（英文）
- euphoria OVA（動畫）在動畫新聞網百科全書中的資料（英文）